# Karl Manninger

Rekonstruiertes Fresko von Karl Manninger in der Heilig-Geist-Kirche, München (2020)

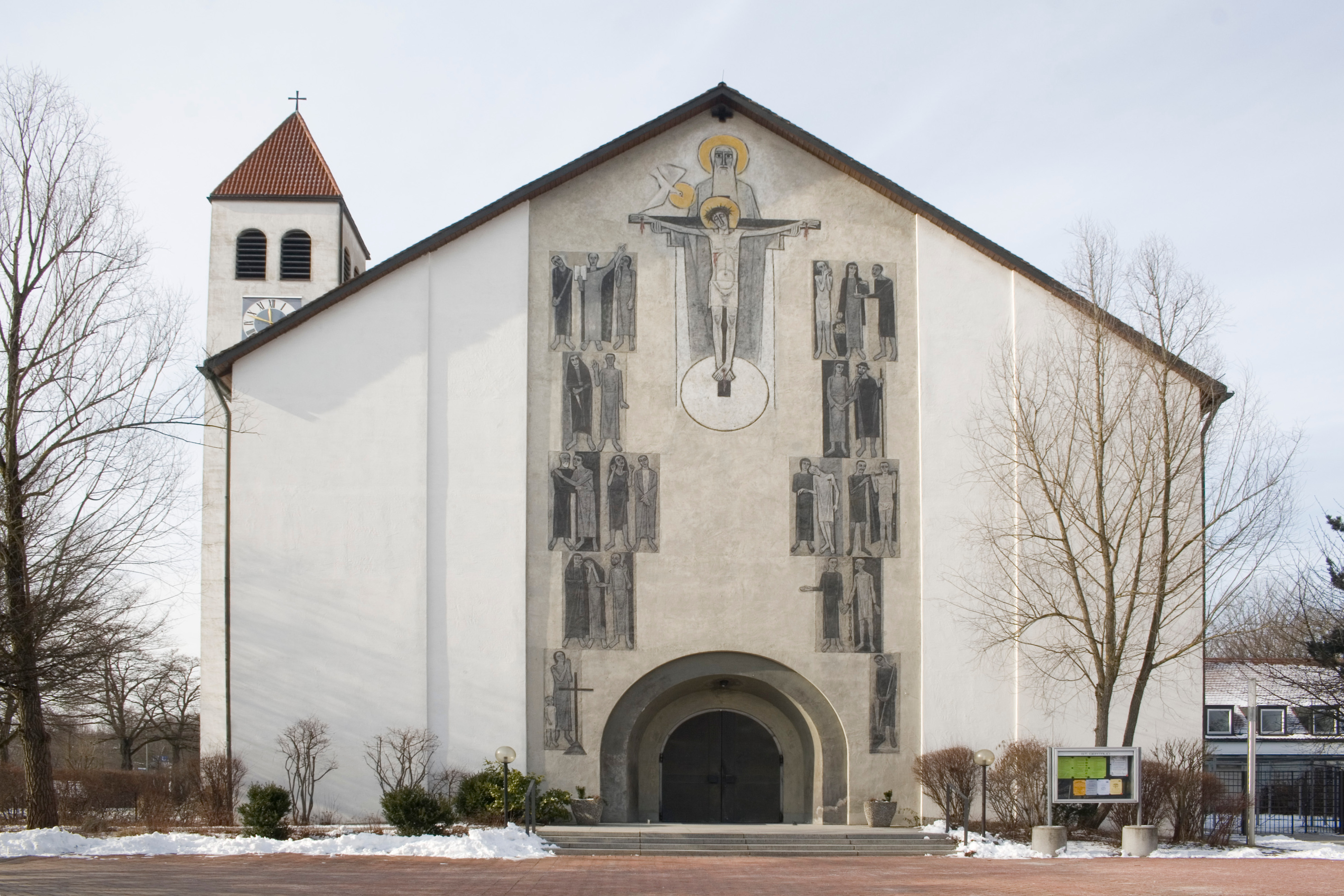
Fresko von Karl Manninger an der Außenfassade über dem Hauptportal von St. Gertrud (2012)

Karl Manninger (* 1. Februar 1912 in Würzburg; † 6. Oktober 2002 in Pöcking) war ein deutscher Kirchenmaler.
Der Kunstmaler Karl Manninger war insbesondere durch seine zahlreichen Rekonstruktionen und Neubemalungen alter Wandmalereien bekannt, die er häufig zusammen mit seinem Schüler und Mitarbeiter Hermenegild Peiker ausführte. 1986 erhielt der Kunstmaler den Oberbayerischen Kulturpreis. Er war Träger des Bayerischen Verdienstordens und Ritter des päpstlichen Silvesterordens. Manninger lebte in Pöcking am Starnberger See.

## Werke (Auswahl)
- 1959–1960: Rekonstruktion einiger Fresken im Kloster Maria Stern
- 1960, fassadenübergreifende Sgraffiti am Neubau der Maria-Ward-Schule Aschaffenburg (teilweise verloren)
- 1964–1966: Wiederherstellung der Deckenfresken im „Fürstensaal“ und im „Marmorsaal“ von Schloss Bruchsal
- 1968: Fresko „Christus als Weltenrichter“ in der St.-Vitus-Kirche, Stockdorf
- 1970: Rekonstruktion der Wandmalereien in Alt Sankt Peter in München
- 1971–1975, 1990: Rekonstruktion der Mittelschifffresken in der Katholischen Stadtpfarrkirche Heilig Geist, München
- 1972: Rekonstruktion des Hochaltar-Freskos „Verherrlichung des Namens Anna“ sowie der Gewölbefresken „Glorie der hl. Anna“, „Die hl. Anna wird in den Himmel aufgenommen“ sowie 1976 „Die hl. Anna auf dem Sterbebett“  in der St.-Anna-Kirche, München
- 1972: Neumalung einiger Bilder des Wittelsbacher-Zyklus in den Hofgartenarkaden, München
- Rekonstruktion der Fresken im „Schwarzen Saal“ der Münchner Residenz
- 1981–1982: Rekonstruktion der Fresken im Asam-Schlössl, München
- 1983: Rekonstruktion der Fresken in der katholischen Pfarrkirche St. Johannes der Täufer in Höchst/Vorarlberg
- 1989: Ausmalung von St. Peter in Mainz nach historischem Vorbild